# Woodruff (Utah)
Woodruff – miasto w Stanach Zjednoczonych, w stanie Utah, w hrabstwie Rich.